# Oxotransférase à molybdène
Les oxotransférases à molybdène sont la superfamille de protéines des oxydoréductases métalloprotéiques à cofacteur molybdène qui favorisent les transferts d'atomes d'oxygène.
La DMSO réductase, la xanthine oxydase, nitrite réductase et la sulfite oxydase sont des oxotransférases à molybdène.